# Uno dei tre (1973)
Uno dei tre è un film italiano del 1973 diretto da Gianni Serra. Per il regista è il primo film di distribuzione cinematografica.

## Trama
Stefano è un esule greco cinquantatreenne, fuggito dal proprio paese stretto dalla morsa del Regime dei colonnelli, poiché venuto a sapere della tragica morte in Italia del figlio Andrea. Stando infatti al resoconto ufficiale, il giovane si sarebbe suicidato dandosi fuoco ma l'uomo, un democratico convinto e politicamente di centro, conscio del fiero antifascismo professato dal figlio, ritiene che possa aver in realtà trovato la morte per mano di qualcuno legato al loro stesso Paese, motivo per cui si reca a Roma - luogo dove il figlio aveva trovato alloggio - per indagare in proprio.
Grazie a una lettera di presentazione, Stefano entra in contatto con Franco, un giovane militante d'un collettivo della sinistra extraparlamentare locale, che lo introduce a due suoi amici, Giulia e Nicola, che si occupano in modo organizzato di fornire assistenza ad i numerosi esuli di paesi sotto regimi autoritari che espatriano in Italia. Stefano, da subito preso di mira dalle intimidazioni dei rappresentanti governativi del Paese ellenico, riconosce però in Nicola uno degli uomini del regime, un agente dei servizi segreti (K.Y.P) col compito d'infiltrarsi tra le file dell'opposizione in esilio per smantellarne gli effettivi. L'uomo pertanto lo denuncia a Franco e Giulia ma, poco dopo, l'appartamento in cui risiede Nicola esplode improvvisamente. Il suo corpo semicarbonizzato viene ritrovato tra i resti della cucina e pare che il terribile scoppio sia stato dovuto ad una massiccia fuga di gas, cosa che di fatto porta a far archiviare tutta la faccenda come un incidente.
Tuttavia, l'ultima persona ad averlo visitato proprio poco prima dell'esplosione - e che dunque ha poi allertato le autorità - è stata Giulia, lasciando perciò intendere che il tragico scoppio sia stato innescato da un meccanismo di detonazione collegato al campanello dell'abitazione dell'uomo, di cui forse la giovane non n'era neppure a conoscenza. Il film termina dunque lasciando un voluto alone di mistero su se si sia effettivamente trattato d'un attentato e chi, tra uno dei tre protagonisti o magari gli stessi servizi segreti greci, ne possa esser stato veramente l'artefice.

## Genesi del film
La trama del film, che tratta della Grecia dei colonnelli e degli esuli politici che soprattutto in Italia s'installarono, fu ispirata da un tragico fatto di cronaca: la storia di un padre che, nel 1970, giunse in Italia dalla Grecia per scoprire la verità sulla morte di suo figlio Kostantinos Georgakis, un dissidente politico, che il 10 dicembre di quello stesso anno venne ritrovato a Genova morto carbonizzato, ufficialmente per combustione autoinflitta (e perciò suicidio).
A tale gesto disperato pare che ne fu dunque spinto dalle ingerenze e dalle intimidazioni della giunta militare ellenica, capace d'opprimere i propri connazionali persino all'infuori dei confini nazionali, ch'erano in grado cosí di negargli ogni possibilità di azione ed a costringerlo in un angoscioso isolamento.
Prezioso collaboratore per la messa a punto della vicenda fu l'attore greco Stauros Tornes, anch'egli oppositore della giunta e perciò esule in Italia, che nel film ricopre pure una parte.

## Distribuzione
Distribuzione cinematografica DAE, per le televisioni europee SACIS

## Accoglienza
Il film fu presentato alle Giornate del Cinema di Venezia 1973. Fu quindi invitato da numerosi circoli del cinema italiani, nonché al London Festival del 1973, e a varie rassegne di cinema politico in Italia e all'estero.
Nonostante una buona accoglienza critica, il film non registrò una gran successo di pubblico, a causa soprattutto dello stile scarno e molto dimesso adoperato per la narrazione a fronte del tema e delle sue premesse narrative, ricevendo inoltre una distribuzione limitatissima, circoscritta a pochissime città e perdipiù in cinema prevalentemente di terz'ordine.
Il citato collaboratore Stauros Tornes, alla fine della prima del film tenutasi al Cinema Farnese di Roma, affermò che la comunità degli esuli greci, accorsa numerosa alla proiezione, fosse rimasta parecchio delusa dal tono austero ed intimistico della pellicola, aspettandosi difatti un film più sulle corde d'un thriller politico spettacolare alla Costa-Gavras.